# Valeriana (thành phố)
Valeriana (/ˌvəlɛərriːˈɑːnə/) là một thành phố cổ đại thuộc nền văn minh Maya nằm ở bang Campeche của México, gần biên giới với bang Quintana Roo.  Thành phố đã được phát hiện và công bố vào tháng 10 năm 2024, tên của nó được đặt theo một hồ nước gần đó tên Laguna La Valeriana.